# Ромеро, Хосе Луис
Хосе́ Лу́ис Роме́ро Робле́до (исп. José Luis Romero Robledo; род. 5 января 1945, Мадрид) — испанский футболист, тренер.

## Биография

### Карьера футболиста
Хосе Луис Ромеро с 1964 по 1965 год выступал за «Вильярробледо». В 1966 году был приглашён в «Сабадель». 9 октября 1966 года дебютировал в Примере. Всего за сезон провёл 5 матчей. В 1967 году отправился в аренду в «Херес», выступавший в Сегунде.
Через год вернулся в «Сабадель», где провёл два сезона, после чего был приглашён в «Барселону». 12 сентября 1970 года дебютировал в составе «Барселоны». Всего в сезоне провёл 12 матчей. В 1971 году вновь оказался в ФК «Сабадель».
В 1972 перешёл в «Эспаньол», где выступал до 1975 года. В 1975 году вместе с «Бургосом» стал победителем Сегунды. Завершил карьеру в «Сант-Андреу».

### Тренерская карьера
В 1980 году стал главным тренером клуба «Сабадель». В 1983 году после ухода Удо Латтека исполнял обязанности главного тренера «Барселоны». Под его руководством команда провела матч с «Саламанкой» 5 марта 1983 года. В следующем году тренировал «Барселону Б».
В 1984 году стал главным тренером «Реал Овьедо», где работал два года. В 1986 году возвращается в «Сабадель». В 1989 году получил приглашение возглавить «Логроньес», с которым финиширует на седьмой строчке Примеры.
В 1990—1994 годах работал с клубами «Бетис», «Кадис» и «Атлетико Мадрид».
В 1994 году Хосе Луис Ромеро в очередной раз вернулся в «Сабадель», где работал до 1996 года.

## Достижения

### В качестве игрока
«Барселона»
- Обладатель Кубка Испании: 1970/71

«Бургос»
- Победитель Второго дивизиона Испании: 1975/76